# Зарненське озеро
Зарненське озеро або Зарнен-зе (нім. Sarnersee, фр. Lac de Sarnen, італ. Lago di Sarnen) — проточне озеро в швейцарському кантоні Обвальден. Розташовується на території комун Зарнен, Захзельн і Гісвіль у центральній частині кантону.
Озеро розташоване на висоті 469 м над рівнем моря. Витягнуте в напрямку південний захід — північний схід. Площа водної поверхні — 7,64 км² (за іншими даними — 7,5 км²). Об'єм — 0,244 км. Протяжність берегової лінії — 15,512 км. Середня глибина — 31,9 м, найбільша — 52 м досягається на північ від центру південно-західної половини акваторії біля північно-західного берега навпроти Обервілена. Береги в основному круті, особливо на північному заході.
Найбільші притоки: Драйвасер-канал, Мелха, Рютібах, Штайнібах, Герісбах. Площа водозбірного басейну — 267 км. Сток із озера йде на північний схід річкою Зарнера (Зарнер-А), із середньою витратою води — 11,1 м³/c.